# Dunja Ožanić
Dunja Ožanić, kastiljski Dunja Ozanic (1944. − 2007.), hrvatsko-argentinska književnica. U Hrvatskoj joj je 2006. objavljen roman Guenechen. Osim tog romana napisala je djelo Ponovno rođenje te zbirku pjesama Soledad (Samoća).